# Delizia di Benvignante
La Delizia di Benvignante è una delle "delizie" (residenze monumentali) che gli Este fecero costruire nei dintorni di Ferrara durante il loro dominio sulla città. È situata nel comune di Argenta tra le frazioni di San Nicolò e Consandolo e dà il nome alla frazione di Benvignante.

## Storia e descrizione
La Delizia, costruita nel 1464 da Pietro Benvenuto degli Ordini, fu voluta da Borso d'Este che la donò al fedele segretario Teofilo Calcagnini, che mise la dimora a disposizione delle riunioni dell'Accademia dei Filareti. Nel 1481 vi soggiornò la bella Beatrice d'Este. Passata poi dai Calcagnini a vari proprietari, nell'Ottocento la Delizia fu acquistata dal conte Luigi Gulinelli (il cui stemma compare ancora oggi sopra il portone d'ingresso) che modificò la struttura sopraelevandola e rendendola più imponente e squadrata e circondandola da quattro ettari di parco. Inoltre la dotò di famose scuderie per l'allevamento di cavalli da corsa che furono visitate pure da Vittorio Emanuele II. Attualmente la residenza appartiene al comune di Argenta.
Nel 2000 la Delizia di Benvignante è stata dichiarata dall'UNESCO, insieme con altre Delizie, Patrimonio dell'umanità. A partire dal 2018 sono stati realizzati interventi di restauro all’edificio, indagini archeologiche e ripristino del parco di quattro ettari che circonda la delizia.